# Oktobermanifestet
Oktobermanifestet (russisk: Октябрьский Манифест, Манифест 17 октября) blev udstedt den 30. oktober 1905 af zar Nikolaj 2. af Rusland efter råd fra premierminister Sergej Vitte som reaktion på revolutionen i 1905. Dokumentets officielle navn er Manifestet for forbedring af statens tilstand (russisk: Манифест об усовершенствовании государственного порядка).
Manifestet imødegik den sociale uro i Rusland og lovede at give borgerlige rettigheder til folket, blandt andet retssikkerhed, religionsfrihed, trykkefrihed, forsamlingsfrihed og organisationsfrihed. Folkelig repræsentation i Dumaen blev også nævnt, foruden almindelig valgret og at ingen lov kunne træde i kraft uden at været godkendt i Dumaen.
Manifestet var en forløber for den første russiske forfatning. I realiteten betød manifestet og forfatningen ikke så meget, da zaren fortsat havde vetoret overfor Dumaens beslutninger, og han opløste den flere gange.